# Revival (Selena Gomez)
Revival è il secondo album in studio della cantante statunitense Selena Gomez, pubblicato il 9 ottobre 2015 dalla Interscope Records e dalla Polydor Records.
La preparazione dell'album è iniziata nel 2014, dopo aver concluso il contratto con la sua precedente etichetta discografica Hollywood Records. Il disco è stato influenzato da vari artisti, in particolare da Christina Aguilera e dal suo album del 2002 Stripped. Selena ha co-scritto dodici dei sedici brani presenti nell'album. Il progetto riflette sulla vita professionale e personale della cantante a partire dal 2013, dando rilevante importanza anche alla figura mediatica della donna esercitata nel corso degli anni. Come produttori esecutivi, Selena, Danny D e Tim Blacksmith hanno collaborato con Hit-Boy, Rock Mafia e gli Stargate per realizzare il nuovo sound desiderato dalla cantante. Il loro lavoro ha generato un album principalmente pop esposto in forma di midtempo elettropop.
L'album ha debuttato alla prima posizione della Billboard 200, vendendo 117.000 copie nella settimana di debutto, e ha raggiunto le prime dieci posizioni delle classifiche del Canada, Brasile, Francia, Messico e Australia. Nel corso del 2016 la RIAA ha certificato l'album disco di platino, grazie ad una vendita di oltre un milione di copie negli Stati Uniti d'America.

## Antefatti
In occasione degli American Music Award del 2014, Gomez ha rivelato di aver iniziato a lavorare al seguito di Stars Dance. Lo stesso mese la cantante ha dichiarato di aver registrato nuovi brani, lasciando intendere anche una probabile collaborazione con il produttore e disc jockey Zedd; tale collaborazione, I Want You to Know, è stata infine pubblicata come singolo il 23 febbraio 2015, non venendo tuttavia inclusa nel secondo album in studio della cantante.
Intorno allo stesso periodo Gomez ha inizialmente accennato a una collaborazione anche con la cantautrice australiana Sia attraverso un post su Instagram del novembre 2014, e in seguito quest'ultima ha dichiarato di aver composto del materiale per lei. Nel gennaio 2015 anche il duo Rock Mafia annunciò la loro collaborazione con Gomez al suo disco.
La Gomez ha iniziato a registrare ufficialmente i brani per il secondo album nel dicembre 2014, rivelando collaborazioni con i produttori Dreamlab, Ruffian e gli Stargate. Inizialmente si aspettava che il disco avrebbe contenuto 15 brani «estremamente emozionanti», come aggiunto in un'intervista con MTV: «Ogni singola cosa su cui ho anche solo minimamente cantato è qualcosa a cui sono legata e qualcosa su cui sto colpendo in pieno, e ho dovuto scegliere nel complesso cosa avrebbe rappresentato l'album e chi sono».

A metà del progetto di registrazione dell'album, la cantante ha fatto un viaggio a Puerto Vallarta, in Messico, con Hit-Boy e alcuni membri del suo team di produzione, insieme ai Rock Mafia e ai cantautori Justin Tranter e Julia Michaels. La cantante ha dichiarato: «Siamo stati tutti in una casa per cinque o sei giorni. Uscivamo, ascoltavamo musica dal vivo e tornavamo a produrre musica in uno studio – un armadio, in pratica». Diverse canzoni sono state registrate ai Casa Aramara Studios di Punta Mita, e parlando della sua esperienza in Messico, Selena ha dichiarato:
 Uno dei risultati di questa esperienza è stato il brano Body Heat, realizzato durante il viaggio alle 5 del mattino dopo aver ascoltato musica messicana per tutta la notte. Un secondo brano, Kill Em with Kindness, è stato il risultato riguardo al body shaming dei media, dopo che sono state diffuse delle sue foto in bikini mentre era in vacanza. La cantante ha affermato: «Stavo ricevendo molti "stai ingrassando" e molto odio per il mio corpo. Ero in Messico, e mentirei se ti dicessi che non mi ha ferito, ma in un certo senso l'ho trasportato nella mia musica». Ha definito l'esperienza «degradante», spiegando che non aveva mai ricevuto un bullismo così intenso prima di allora.
La collaborazione con gli Stargate ha portato invece alla creazione dei brani Sober e Same Old Love, quest'ultimo co-scritto dalla cantante britannica Charli XCX. Selena e Charli non si sono incontrate durante la sessione, mentre il manager di quest'ultima era presente. La Gomez era attratta dal brano e ha creduto che rappresentasse il rapporto teso con suo padre e le sue successive relazioni sentimentali. Le sessioni di registrazione della canzone si sono svolte presso i Westlake Studios a Los Angeles e i Dreamlab Studios a Studio City, in California. Anche Sober è stato sviluppato durante questo periodo. Secondo la cantante l'ispirazione è giunta dopo che lei e uno dei suoi scrittori, Chloe Angelides, hanno discusso sull'imbarazzo sociale e di come Gomez avesse frequentato gente divertente da ubriaca, ma strana il giorno dopo.

## Sviluppo
La cantante ha affermato che Revival offre una visione della sua percezione di varie esperienze, approfondendo ulteriormente i temi di gentilezza, fede, dolore, "passione di una relazione" così come "essere se stessa".
Come produttore esecutivo dell'album, ha dichiarato: «Volevo sapere che ogni singolo brano significasse il mondo per me, sia che la scrivessi o no. So di non essere la più grande cantante del mondo, ma so che ho un tono unico. Amo essere in grado di trasformare tutto ciò che sento dentro attraverso la mia voce e le canzoni. [...] Questo disco è estremamente personale». In un'intervista concessa a Entertainment Weekly, la Gomez ha dichiarato di essere stata influenzata da vari artisti, tra cui Janet Jackson, Britney Spears e gli NSYNC, aggiungendo di aver trovato come fonte principale di ispirazione l'album Stripped di Christina Aguilera, da lei definito un esempio di album completo e che ha ispirato la sua decisione di raccontare una storia attraverso Revival.

## Stile musicale
Musicalmente, Revival è stato descritto come «una solida collezione di musica elettropop, con influenze tropicali». Steve Knopper di Newsday ha sottolineato che «l'album è frequentemente cupo e infausto, pieno di canzoni malinconiche, con suoni di danza elettronica e melodie allegre per ravvivare l'umore.» Mikael Wood del Los Angeles Times e Mike Wass di Idolator hanno entrambi comparato Revival allo stile musicale di Janet Jackson, specificatamente ad Unbreakable (2015) e a Control (1986) a causa delle tematiche motivazionali; Wass ha inoltre ritenuto la title track «un esperimento di una avventura elettronica» con «un ritornello sollevante».
I primi due singoli estratti dall'album, Good for You e Same Old Love, sono rispettivamente brani contemporary R&B e elettropop, mentre altri brani risultano essere influenzati dalla cultura messicana (Body Heat e Outta My Hands), dall'unione di musica house e EDM (Survivors) o pop e R&B (Me & My Girls, Nobody e Perfect). Diversamente Rise contiene un coro gospel, mentre Camouflage è una ballata per pianoforte.
Hands to Myself è invece un brano dance pop influenzato da Prince, come anche dichiarato dalla stessa cantante:

Selena Gomez ha dichiarato di aver tratto ispirazione da Christina Aguilera durante la composizione di Revival. In un'intervista a Entertainment Weekly, la cantante ha rivelato di essere stata influenzata da diversi artisti musicali durante la sua crescita, da Janet Jackson a Britney Spears e agli NSYNC, ammettendo comunque che l'influenza principale per l'album è stato Stripped della Aguilera:
 In un'intervista con Ryan Seacrest, Selena ha ammesso di aver utilizzato Stripped come esempio di come un album dovrebbe essere.

## Singoli
Good for You, in collaborazione con ASAP Rocky, è stato pubblicato come primo singolo dell'album il 22 giugno 2015. Ha debuttato alla nona posizione della Billboard Hot 100, vendendo 179.000 copie nella settimana di debutto. Il relativo videoclip, pubblicato il 26 giugno 2015, ha ottenuto la certificazione Vevo per aver superato le 100 milioni di visualizzazioni. È stato certificato triplo disco di platino in America per aver venduto oltre 3.000.000 di copie. Il brano ha in seguito raggiunto la quinta posizione nella Billboard Hot 100, diventando il risultato più alto in classifica della Gomez, e ha raggiunto la vetta della Pop Songs, la top 10 in cinque paesi e la top 20 in altri quattro.
Come secondo singolo è stato estratto Same Old Love, pubblicato il 10 settembre in concomitanza con la prevendita dell'album su iTunes. Come accaduto con il precedente singolo, anche Same Old Love ha raggiunto la quinta posizione della Billboard Hot 100 e la vetta della Pop Songs, oltre ad aver raggiunto la top 10 in Canada e la top 40 in cinque nazioni del mondo. Il relativo videoclip, invece, pubblicato il 22 settembre su Apple Music, è stato girato il 15 agosto nel centro di Los Angeles mentre l'ultima parte è stata filmata al Revival Event, evento organizzato dal team della cantante in occasione dell'uscita del disco.
Il 2 ottobre, come ulteriore anticipazione dell'album, è stato reso disponibile il singolo promozionale Me & the Rhythm, che ha raggiunto la cinquantasettesima posizione della Billboard Canadian Hot 100. Due giorni più tardi Gomez, nel corso di un'intervista concessa a USA Today, ha espresso il desiderio di voler pubblicare Sober come singolo successivo.
Il 26 gennaio 2016 è stato lanciato nelle radio contemporary hit statunitensi il terzo singolo Hands to Myself, anticipato il 21 dicembre 2015 dal relativo videoclip, pubblicato inizialmente su Apple Music. Il singolo è giunto alla settima posizione della Billboard Hot 100, ottenendo un buon successo anche nel resto del mondo: quinta posizione in Nuova Zelanda e nona in Slovacchia.
A marzo 2016 la cantante ha confermato Kill Em with Kindness come singolo conclusivo per la promozione dell'album. Uscito il 3 maggio, il brano ha raggiunto la trentanovesima posizione della classifica statunitense e il videoclip del brano è stato pubblicato il 6 giugno 2016.

## Accoglienza
| Recensione     | Giudizio |
| -------------- | -------- |
| AllMusic       |          |
| Idolator       |          |
| The Observer   |          |
| Rolling Stone  |          |
| Slant Magazine |          |
| USA Today      |          |

Revival ha ricevuto recensioni generalmente positive da parte dei critici di musica contemporanea, che hanno apprezzato la produzione complessiva e la voce della Gomez, permettendo così al disco di entrare a far parte di celebri classifiche riguardanti gli album più belli dell'anno. L'album ha debuttato direttamente al vertice della Billboard 200, divenendo il secondo album consecutivo della cantante ad ottenere tale posizione negli Stati Uniti d'America.

## Tracce
1. Revival – 4:06 (Selena Gomez, Tim James, Antonina Armato, Julia Michaels, Justin Tranter, Chauncey Hollis, Adam Schmalholz)
2. Kill Em with Kindness – 3:37 (Selena Gomez, Tim James, Antonina Armato, Benjamin Levin, Dave Audé)
3. Hands to Myself – 3:20 (Selena Gomez, Max Martin, Julia Michaels, Justin Tranter, Mattias Larsson, Robin Fredriksson)
4. Same Old Love – 3:49 (Charlotte Aitchison, Mikkel S. Eriksen, Tor Erik Hermansen, Benjamin Levin, Ross Golan)
5. Sober – 3:14 (Chloe Angelides, Jacob Kasher, Julia Michaels, Mikkel S. Eriksen, Tor Erik Hermansen)
6. Good for You (feat. ASAP Rocky) – 3:41 (Selena Gomez, Julia Michaels, Justin Tranter, Rakim Mayers)
7. Camouflage – 4:09 (Badrilla Bourelly, Chris Braide)
8. Me & the Rhythm – 3:33 (Selena Gomez, Julia Michaels, Justin Tranter, Mattias Larsson, Robin Fredriksson)
9. Survivors – 3:41 (Ross Golan, Steve Mac)
10. Body Heat – 3:27 (Selena Gomez, Tim James, Antonina Armato, Chauncey Hollis, Julia Michaels, Justin Tranter)
11. Rise – 3:03 (Selena Gomez, Tim James, Antonina Armato, Chauncey Hollis, Adam Schmalholz)

Tracce bonus nell'edizione deluxe digitale
1. Me & My Girls – 3:30 (Selena Gomez, Matt Morris)
2. Nobody – 3:37 (Julia Michaels, Shane Stevens, Nick Monson)
3. Perfect – 4:02 (Selena Gomez, Julia Michaels, Shane Stevens, Nick Monson)

Tracce bonus nell'edizione deluxe internazionale
1. Outta My Hands (Loco) – 3:31 (Selena Gomez)
2. Cologne – 3:54 (Selena Gomez, Chloe Angelides, Ross Golan)

## Classifiche

### Classifiche settimanali
| Classifica (2015) | Posizione massima |
| ----------------- | ----------------- |
| Australia         | 3                 |
| Austria           | 13                |
| Belgio (Fiandre)  | 6                 |
| Belgio (Vallonia) | 8                 |
| Canada            | 2                 |
| Corea del Sud     | 16                |
| Danimarca         | 6                 |
| Finlandia         | 23                |
| Francia           | 8                 |
| Germania          | 12                |
| Giappone          | 37                |
| Irlanda           | 9                 |
| Italia            | 8                 |
| Norvegia          | 2                 |
| Nuova Zelanda     | 2                 |
| Paesi Bassi       | 6                 |
| Polonia           | 48                |
| Portogallo        | 7                 |
| Regno Unito       | 11                |
| Repubblica Ceca   | 15                |
| Spagna            | 6                 |
| Stati Uniti       | 1                 |
| Svezia            | 8                 |
| Svizzera          | 10                |
| Ungheria          | 38                |

### Classifiche di fine anno
| Classifica (2015) | Posizione |
| ----------------- | --------- |
| Messico           | 21        |
| Stati Uniti       | 47        |